# Repinique

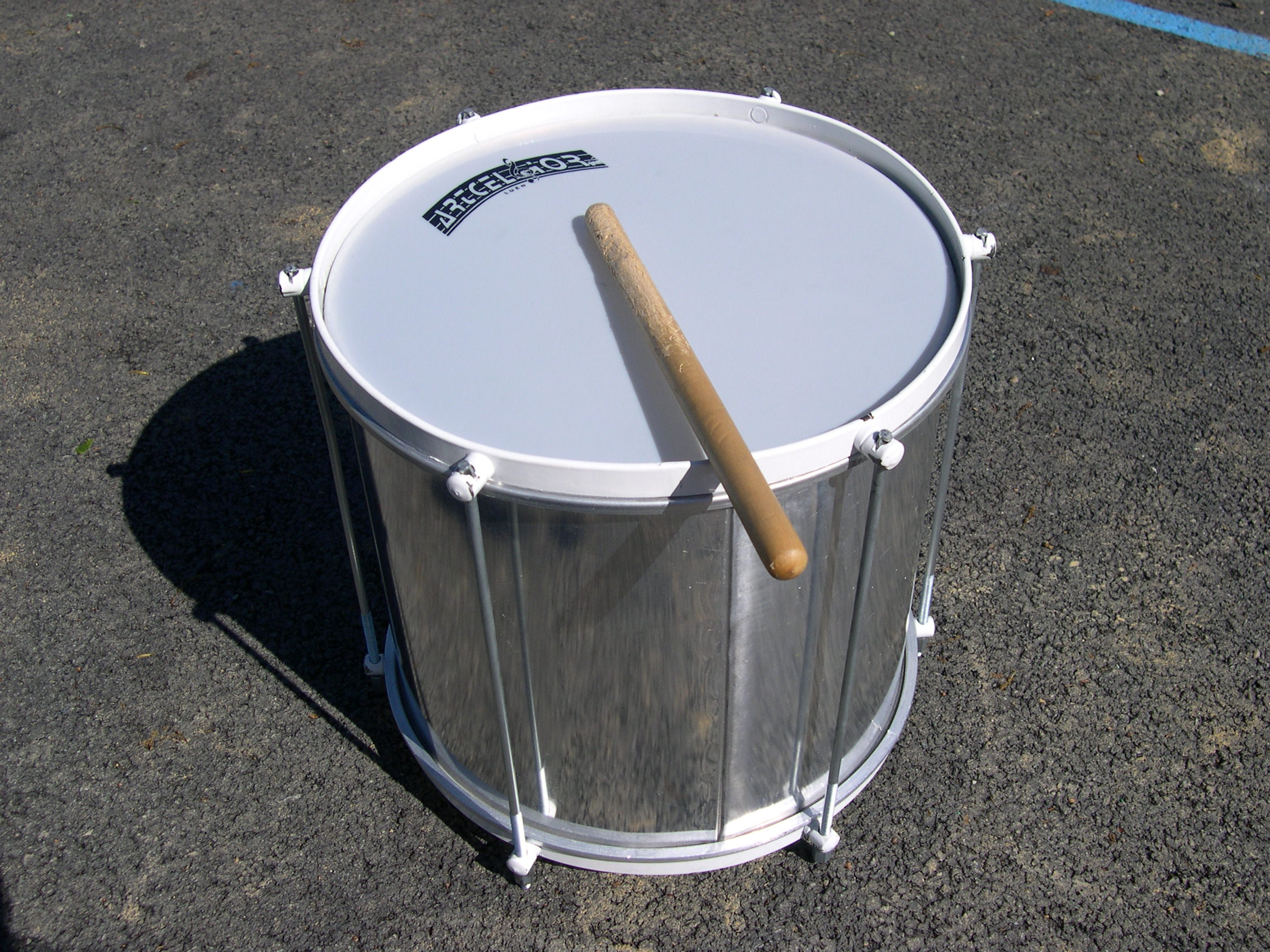
Repinique

O repinique (também chamado de repique) é um tambor pequeno com peles em ambos os lados, tocado com uma baqueta em uma das mãos enquanto a outra mão toca diretamente sobre a pele. Criado pelas escolas de samba para repinicar um som mais agudo, serve, frequentemente, como uma espécie de condutor musical das escolas de samba, anunciando "deixas" para o grupo. Ele é, também, destacado como instrumento solista, às vezes tocando introduções para sambas ou solando em batucadas. Também é tocado junto com os tamborins em ritmo galopado.
Uso do Repinique. No samba-enredo, o repinique é utilizado tanto como instrumento de marcação como para solos. Na marcação uma das suas funções é “repicar” as batidas do surdo durante o andamento do samba; este é o toque “de levada”. Outra função do repinique neste subgênero musical é executar pequenos solos, que servem como chamadas para sincronizar a entrada dos demais instrumentos da bateria no compasso da música. Nas escolas de samba e blocos tradicionais, algumas chamadas são típicas do bloco ou da escola e são facilmente reconhecíveis pelo público. 
No samba-enredo, o repinique geralmente é tocado com uso de uma baqueta na mão direita e com a mão esquerda livre. A mão esquerda bate direto na pele do instrumento.  A batida da baqueta na região central, borda ou região intermediária da pele produz sons de diferentes timbres. É muito utilizado também a batida simultânea da baqueta na pele e no aro de metal do instrumento, técnica conhecida como rimshot. Dependendo do modo de tocar, o repinique pode produzir sons de timbres variados, parecidos com os do tamborim ou sons muito agudos e potentes, típicos deste instrumento. 
O repinique tem sido adaptado para uso em outros ritmos musicais, além do samba. No carnaval de Salvador, foi adaptado ao Axé. No Axé é tocado de modo diferente do samba enredo, com o instrumento preso à cintura do ritmista e uso de duas baquetas de nylon, ao invés da mão livre e baqueta única de madeira. 
Uma evolução recente deste instrumento foi a criação, para uso nas baterias de escolas de samba, do Repique-Mor. Este novo instrumento foi derivado diretamente do repinique. Em escolas de samba, é tocado de modo similar, produzindo sons mais graves. 
Em alguns gêneros musicais baianos, há, ainda, a presença do repinique de 8 polegadas, a bacurinha, idealizada por Carlinhos Brown, que é tocada com duas baquetas de nylon. O som da bacurinha é bastante agudo e seu trabalho é limitado, geralmente aparecendo em "rulos", embora também possa ser tocado durante toda a música (dependendo do gênero - especialmente no samba-duro/pagodão). 